# Theridion adjacens
Theridion adjacens är en spindelart som först beskrevs av O. Pickard-Cambridge 1896.  Theridion adjacens ingår i släktet Theridion och familjen klotspindlar. Inga underarter finns listade i Catalogue of Life.